# Governació de Béja
La governació o wilaya de Béja (àrab: ولاية باجة, wilāyat Bāja) és una divisió administrativa de primer nivell tunisiana, situada al nord-oest de Tunísia, entre la zona costanera i la part occidental del país. Limita amb altres vuit governacions i té una petita part de costa. La capital és la ciutat de Béja. La població era de 304.501 habitants l'any 2005 i d'uns 304.300 l'any 2008. Té una superfície de 3.558 km².

## Economia
A Mejez el Bab, hi ha establerta una Escola Superior d'Enginyeria, i a Béja un Institut Superior de Llengües i Ciències Informàtiques, un Institut Superior d'Estudis Tecnològics, i un Institut Superior de Biotecnologia.
Tres rescloses asseguren l'aigua a la zona.
La seva economia està basada en l'agricultura amb cereal i horta, i la ramaderia (producció de llet); a la costa, es desenvolupa una mica la pesca. Una zona turística es va establir darrerament a la regió de Nefza-Zouarâa. Al seu territori, hi ha l'important jaciment arqueològic de Dougga.
Té set zones industrials: Goubellat I i II, Béja Sud, carretera d'Amdoun-Béja, carretera de Tabarka-Béja, Medjez El Bab i Béja Nord; s'ha planificat una zona més a Béja Nord.

## Organització administrativa
La governació fou establerta el 21 de juny del 1956. El 24 de maig del 1973, va perdre part del seu territori a favor de la nova governació de Tunis Sud (1973-1981), després anomenada governació de Zaghouan, i el 5 de juny del 1974, més territoris per a la nova governació de Siliana. El seu codi geogràfic és 21(ISO 3166-2:TN-12).

### Delegacions
Està dividida en nou delegacions o mutamadiyyes i 101 sectors o imades:
- Béja Nord (21 51)
  - Béja (21 51 51)
  - El Mzara (21 51 52)
  - Ksar Bardo (21 51 53)
  - Zouabi (21 51 54)
  - El Manar (21 51 55)
  - El Kasba (21 51 56)
  - Azra (21 51 57)
  - El Ghriria (21 51 58)
  - El Mounchar (21 51 59)
  - Ksar Mezouar (21 51 60)
  - Bou Hzam (21 51 61)
  - En-Nakachia (21 51 62)
  - El Ghraba (21 51 63)
  - Aïn Soltane (21 51 64)
- Béja Sud (21 52)
  - Sidi Fredj (21 52 51)
  - El Haouari (21 52 52)
  - El Mâagoula (21 52 53)
  - Hammam Siala (21 52 54)
  - Sidi Smaîl (21 52 55)
  - Mekhachbia (21 52 56)
  - Sidi Es-Shili (21 52 57)
  - Zouagha (21 52 58)
  - Mestouta (21 52 59)
- Amdoun (21 53)
  - Zahret Medien (21 53 51)
  - Zahret Medien Sud (21 53 52)
  - El Fraîjia (21 53 53)
  - El Ghorfa (21 53 54)
  - Romadhnia (21 53 55)
  - Maghraoua (21 53 56)
  - Sabah (21 53 57)
  - El Mejaless (21 53 58)
  - El Hamra (21 53 59)
  - Ghazia (21 53 60)
  - Malek (21 53 61)
  - Tarhouni (21 53 62)
  - El Goussa (21 53 63)
  - El Djouza (21 53 64)

- Nefza (21 54)
  - Nefza Est (21 54 51)
  - Nefza Ouest (21 54 52)
  - Ouachtata (21 54 53)
  - Kap Négro (21 54 54)
  - Ezzouarâa (21 54 55)
  - Bou-Zenna (21 54 56)
  - Maktâa Hadid (21 54 57)
  - Bellif (21 54 58)
  - Djebel Ediss (21 54 59)
  - Fatnassa (21 54 60)
  - Ghayadha (21 54 61)
  - Zaga (21 54 62)
  - Tebaba (21 54 63)
  - Oued El Mâaden (21 54 64)
  - Djamila (21 54 65)
  - Dehiret (21 54 66)
- Téboursouk (21 55)
  - Téboursouk Ville (21 55 51)
  - Aïn El Karma (21 55 52)
  - El Menchia (21 55 53)
  - Dougga (21 55 54)
  - Rihana (21 55 55)
  - Aïn El Melliti (21 55 56)
  - Fadden Es-Souk (21 55 57)
  - Aïn El Hammam (21 55 58)
  - Aïn Djammala (21 55 59)
  - Bir Ettouta (21 55 60)
- Tibar (21 56)
  - Tibar (21 56 51)
  - Djebba (21 56 52)
  - Aïn Ed-Defali (21 56 53)
  - En-Nechima (21 56 54)
- Testour (21 57)
  - Testour (21 57 51)
  - Ibn Zeydoun (21 57 52)
  - Cité 26 Février (21 57 53)
  - Mezougha (21 57 54)
  - Zeldou (21 57 55)
  - Ouled Salama (21 57 56)
  - Es-Slouguia (21 57 57)
  - Aïn Younes (21 57 58)
  - Es-Sekhira (21 57 59)
  - Oued Ezzargua (21 57 60)
  - Sidi Abdelaziz (21 57 61)
  - Sidi Ameur (21 57 62)

- Goubellat (21 58)
  - Goubellat (21 58 51)
  - El Gammarthi (21 58 52)
  - Guerram (21 58 53)
  - Dour Esmail (21 58 54)
  - Bir El Euch (21 58 55)
  - Kheniguet Ed-Dahane (21 58 56)
  - Khacheb (21 58 57)
  - Cheikh El Ouediane (21 58 58)

- Medjez El Bab (21 59)
  - Medjez El Bab Ville (21 59 51)
  - Medjez El Bab Sud (21 59 52)
  - Sidi Medien (21 59 53)
  - El Ksar (21 59 54)
  - El Heri (21 59 55)
  - Tokaber (21 59 56)
  - Chaouach (21 59 57)
  - Sidi Nasr (21 59 58)
  - Sidi Ahmed El Jedidi (21 59 59)
  - El Gueriâat (21 59 60)
  - Hidouss (21 59 61)
  - El Mouatiss (21 59 62)
  - Guerich El Ouedi (21 59 63)
  - Sidi Erraies (21 59 64)

### Municipalitats
Està dividida en dotze municipalitats o baladiyyes:
- Béja (21 11)
- El Mâagoula (21 12)
- Zahret Medien (21 13)
- Nefza (21 14)
- Teboursouk (21 15)
- Testour (21 16)
- Goubellat (21 17)
- Medjez El Bab (21 18)
- Thibar (21 19)
- Ouechtata-El Jamila (21 20)
- Sidi Ismail (21 21)
- Slouguia (21 22)